# Talang Jawi II
Talang Jawi II is een bestuurslaag in het regentschap Kaur van de provincie Bengkulu, Indonesië. Talang Jawi II telt 344 inwoners (volkstelling 2010).